# Renato Ruggiero
Renato Ruggiero, italijanski politik in diplomat, * 9. april 1930, Neapelj, Italija, † 4. avgust 2013, Milano.
Ruggiero je v svoji politični karieri bil: Minister za zunanje zadeve Italijanske republike (2001–02), minister za zunanjo trgovino Italijanske republike (1987–91), generalni direktor Svetovne trgovinske organizacije (1995–99),...